# Black Clover: Sword of the Wizard King
Black Clover: Sword of the Wizard King (ブラッククローバー 魔法帝の剣 Burakku Kurōbā: Mahōtei no Ken?) es una película animada japonesa dirigida por Ayataka Tanemura y producida por Pierrot. Basada en la serie de manga Black Clover de Yūki Tabata, la película se estrenó en los cines japoneses y en Netflix a nivel internacional el 16 de junio de 2023.

## Sinopsis
Asta, un niño nacido sin magia en un mundo donde la magia lo es todo, y su rival Yuno, un genio mago elegido por el legendario grimorio de 4 hojas, han luchado juntos contra varios enemigos poderosos para demostrar su poder más allá de la adversidad y apuntar al mago superior "Rey Mago".
De pie frente a Asta y Yuno, que sueñan con convertirse en el Rey Mago, están los Reyes Magos del pasado.
Conrad Leto, el rey mago predecesor de Julius Novachrono, una vez respetado por la gente de Clover Kingdom pero de repente se rebeló contra el reino y fue sellado, ha resucitado. Ahora pretende usar la "Espada Imperial" para resucitar a los 3 Reyes Magos más temidos de la historia, Edward Avalaché, Princia Funnybunny y Jester Garandaros, y apoderarse del Reino Clover.
El niño que sueña con convertirse en el Rey Mago contra el Rey Mago del pasado. ¡Comienza una guerra total!

## Producción y estreno
Se anunció una adaptación cinematográfica de anime de Black Clover en Weekly Shōnen Jump en marzo de 2021. El 13 de marzo de 2022, en el número 15 de Weekly Shōnen Jump, se anunció que la película de anime se estrenará en 2023 con Yūki Tabata como director. supervisor y diseñador de personajes original. En octubre de 2022, se anunció que la película contaría con el personal y el elenco de la serie de televisión que regresan, con la dirección de Ayataka Tanemura, la producción de animación de Pierrot, los guiones de Johnny Onda y Ai Orii, y el diseño de personajes de Itsuko Takeda. 
Inicialmente, la película se estrenaría simultáneamente en los cines japoneses y en Netflix a nivel internacional el 31 de marzo de 2023, pero luego se pospuso hasta el 16 de junio del mismo año debido a que la Pandemia de COVID-19 afectó su producción. Treasure interpretará el tema principal "Here I Stand".